# Epipogium aphyllum
Epipogium aphyllum là một loài lan thường được tìm thấy trên các cây sồi, thông...

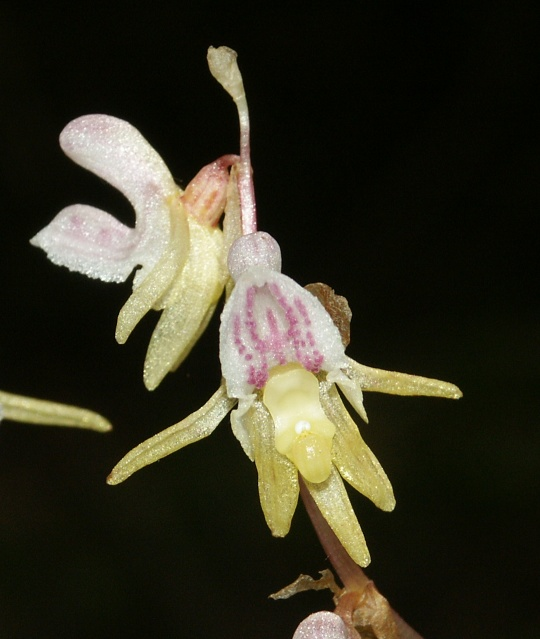
Flowers

## Hình ảnh

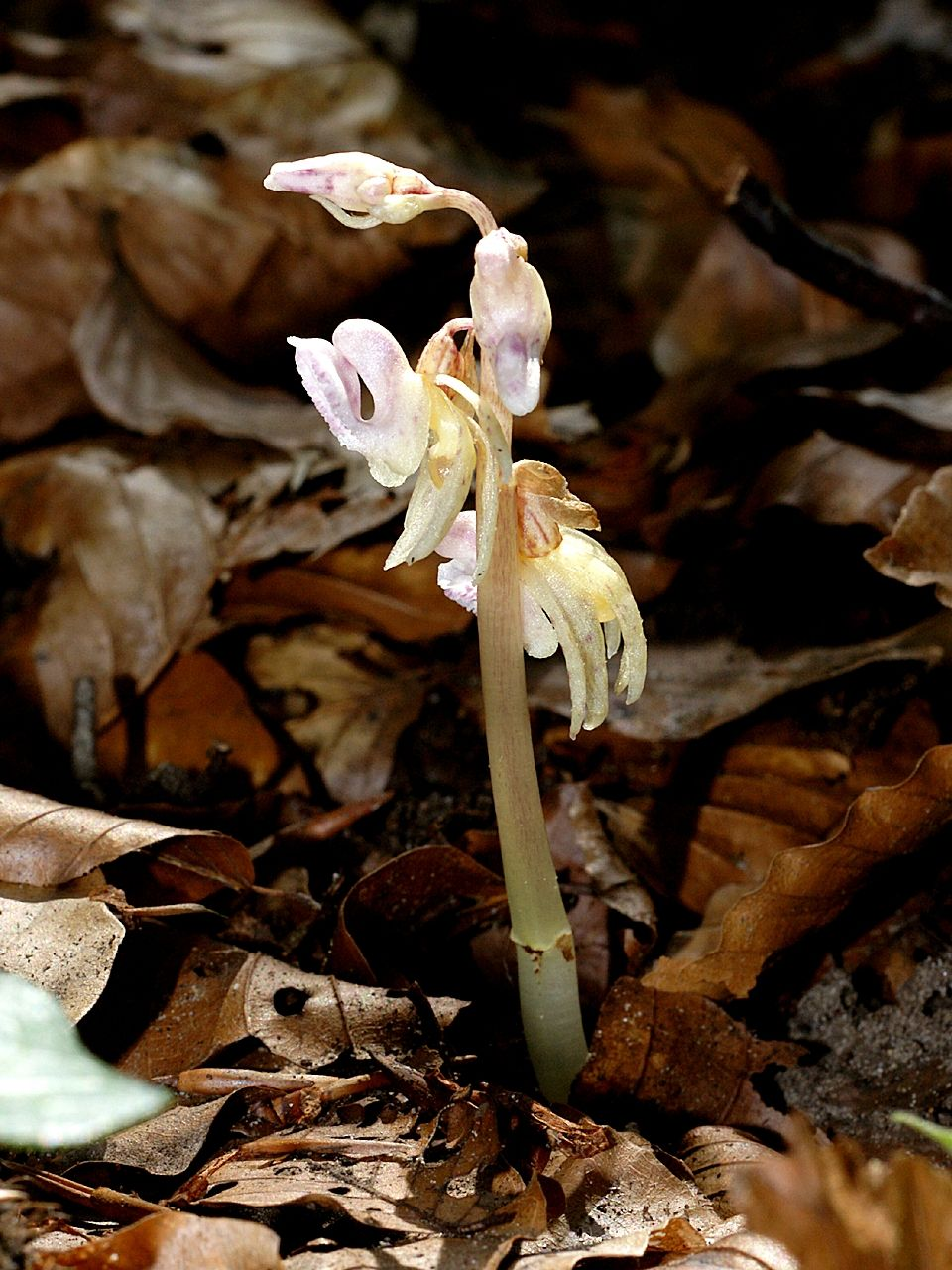
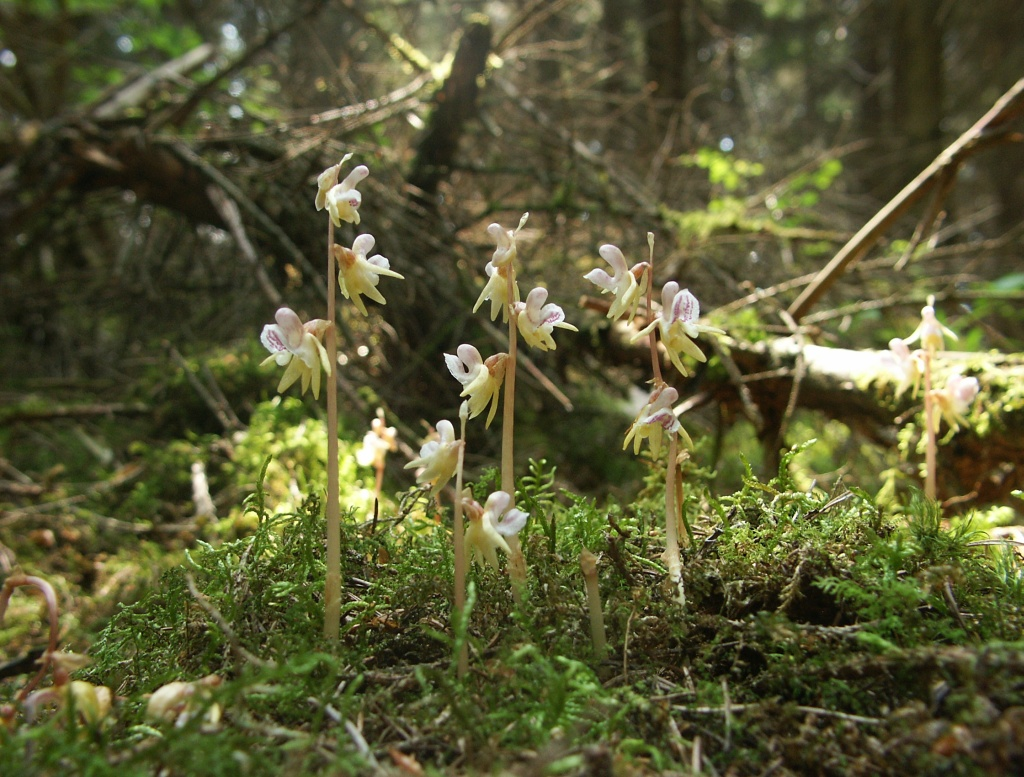
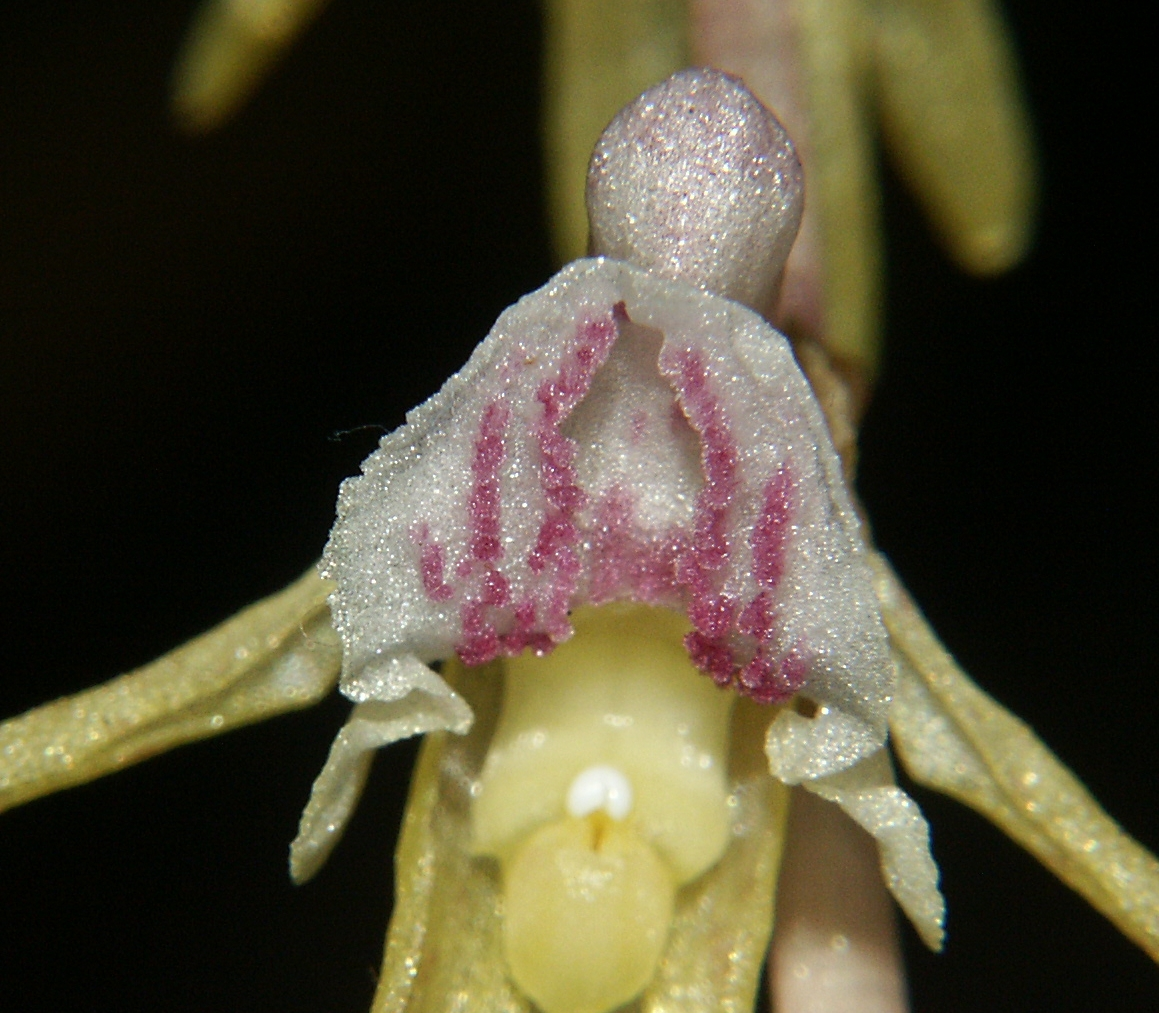
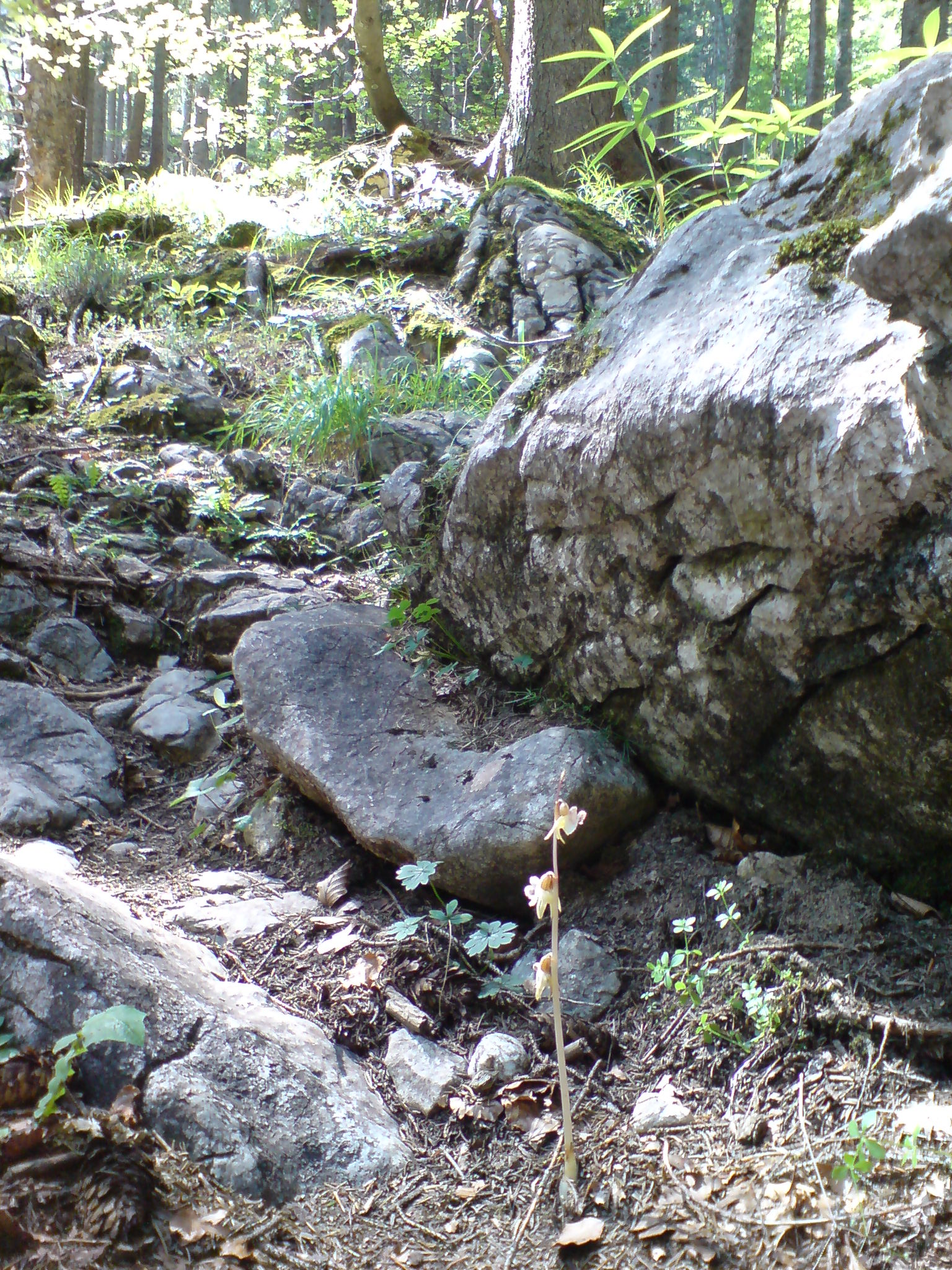